# لانیکویدار
لانیکویدار (انگلیسی: Laniquidar) یک داروی مهارکننده P-گلیکوپروتئین نسل سوم است که تحت مطالعات بالینی برای لوسمی میلوئید حاد (AML) و سندرم میلودیسپلاستیک (MDS) قرار گرفته است. این دارو به دلیل فراهمی زیستی کم و تنوع زیاد در نحوه پاسخ بیماران به دارو، مصرف آن متوقف شده است.